# Plumularia lagenifera
Plumularia lagenifera is een hydroïdpoliep uit de familie Plumulariidae. De poliep komt uit het geslacht Plumularia. Plumularia lagenifera werd in 1885 voor het eerst wetenschappelijk beschreven door Allman. 